# Коротков Євген Олександрович
Євген Олександрович Коротков (рос. Евгений Александрович Коротков; 10 грудня 1987, м. Москва, СРСР) — російський хокеїст, нападник. Виступає за «Нафтохімік» (Нижньокамськ) у Континентальній хокейній лізі. 
Вихованець хокейної школи «Крила Рад» (Москва). Виступав за «Крила Рад-2» (Москва), ХК «Брест-2», ХК «Брест», «Крила Рад» (Москва), МХК «Крила», ЦСКА (Москва), «Хімік» (Воскресенськ), «Амур» (Хабаровськ), «Салават Юлаєв» (Уфа), «Сєвєрсталь» (Череповець), «Локомотив» (Ярославль).